# François Bailly-Maître
François Bailly-Maître, né le 19 octobre 1985, est un coureur cycliste français. Spécialiste du VTT, il pratique le cross country et l'enduro.

## Biographie
François Bailly-Maître est un coureur de cross country, membre de l'équipe Scott Les Saisies. Après de bons débuts, devenant notamment Champion de France de cross-country espoirs en 2005, il se spécialise sur les longues distances, les épreuves marathons et les courses techniques, qui lui conviennent mieux selon lui,.
Son excellent niveau technique en descente lui permet de s'imposer sur des courses particulièrement délicates, comme la Transvésubienne ou la Mavic Free Trail.
À compter de 2007, il participe au développement des produits spécifiques au VTT chez Julbo, équipementier de lunettes installé à Longchaumois,.
À partir de 2011, François Bailly-Maître délaisse les épreuves UCI de cross-country, sur lesquelles il dit ne plus éprouver de plaisir à rouler, et s'engage dans des épreuves de descente marathon et d'enduro, en particulier les Enduro Series, dont il remporte la troisième manche, aux Arcs. En 2013, il quitte Scott pour signer avec l'équipe Suisse BMC Mountain bike Racing Team, pour un programme Enduro.
En 2011, François Bailly-Maître finalise un projet de bike park en libre accès à Longchaumois, près de son lieu de résidence.
En 2013, il remporte pour la première fois la Mégavalanche de La Réunion.

## Palmarès

### Cross-country
- 2005
  -  Champion de France de cross-country espoirs
- 2007
  - 3e du championnat de France de VTT espoirs

### Courses
- 2012
  - 1er Transvésubienne

- 2011
  - 1er Transvésubienne
  - 1er Mavic Free Trail

- 2010
  - 1er Transvésubienne
  - 1er Mavic Free Trail
  - 1er La Forestière

- 2009
  - 2e Transvésubienne
  - 1er La Forestière

- 2006
  - 2e La Forestière

### Enduro et descente marathon
- 2013
  - 1er Mégavalanche de La Réunion
- 2011
  - 3e Enduro des Portes du Mercantour
  - 7e Coupe de France d'Enduro (Enduro Series)[9]
  - 1er Enduro du Beaufortain

- 2009
  - 2e Mégavalanche de La Réunion

## Palmarès sur route
- 2011
  - 1re étape du Tour du Jura
  - 3e du Tour du Jura